# Fusispermum
Fusispermum es un género de plantas con flores perteneciente a la familia Violaceae. Comprende tres especies.

## Especies
- Fusispermum laxiflorum
- Fusispermum minutiflorum
- Fusispermum rubiolignosum